# Gelis stigmaticus (Zetterstedt)
Gelis stigmaticus is een insect dat behoort tot de orde vliesvleugeligen (Hymenoptera) en de familie van de gewone sluipwespen (Ichneumonidae). De wetenschappelijke naam van de soort werd voor het eerst geldig gepubliceerd door Johan Wilhelm Zetterstedt in 1838.